# エドマンド・テイラー・ホイッテーカー
サー・エドマンド・テイラー・ホイッテーカー（英: Sir Edmund Taylor Whittaker、1873年10月24日 - 1956年3月24日）は、イギリスの数学者。応用数学、数理物理学、特殊函数論において幅広い業績がある。さらに数値解析にも興味を示し、天体力学及び物理学史でも業績を残した。
イギリス科学界で最も権威のあるコプリ・メダルを受賞した頃に彼のキャリアが終わった。この名誉のために、エディンバラ大学数学科では彼の名を関したホイッテーカーコロキウム(The Whittaker Colloquium)が毎年開催されている。

## 経歴
ホイッテーカーはイギリスのランカシャー州、サウスポートに生まれ、マンチェスターグラマースクールを卒業後、1892年にケンブリッジ大学トリニティ・カレッジに進学した。1895年、卒業試験をセカンド・ラングラーWranglerの成績で突破し、数学と天文学の成績に対してタイソン・メダル(the Tyson Medal)を受賞して卒業する。1896年、ケンブリッジ大学トリニティカレッジのフェローに選ばれ、1906年まで同大学で教師を勤めた。1906年から1911年にはアイルランド王室天文官及びダブリン大学トリニティ・カレッジ天文学教授を兼任した。1911年にホイッテーカーはエディンバラ大学教授に就任、以後、引退するまで同職に留まった。
ホイッテーカーはもともとキリスト教徒であったが、1930年にはローマ・カトリックに改宗した。この件は彼が1936年、ローマ教皇庁科学アカデミーのメンバーに選ばれたことと、ニューマン協会の会長になったことが関係している。
1901年、ホイッテーカーは長老派教会牧師の娘と結婚した。彼らは5人の子を儲け、その中には数学者となったジョン・マクノートン・ホイッテーカー（1905年 - 1984年）、彼の姉であり後にセント・アンドルーズ大学数学教授のE・T・コプソンと結婚するベアトリスも含まれていた。
またホイッテーカーは、イタリアの数学者ヴィト・ヴォルテラの伝記を執筆し、1941年に王立協会に発表している。
1954年には王立協会のフェローに選出されると同時にコプリ・メダルも受賞し、ロンドン王立協会から「純粋及び応用数学並びにその理論物理学への応用に対する彼の類い希なる寄与」が賞賛された。その前の1931年には、王立協会から「純粋及び応用数学の双方に対する彼の独自の寄与」によってシルヴェスター・メダルを受賞している。ホイッテーカーはスコットランドのエディンバラで最期を迎えた。1940年代にエディンバラ王立協会フェロー(FRSE)にも選出。

## 解析教程
ホイッテーカーは1902年に出版された「A Course of Modern Analysis（現代解析学教程）の著者としても有名である。この本はジョージ・ネヴィル・ワトソンとともに改訂され、第2版が1915年に出版され、英語圏ではホイッテーカー・アンド・ワトソン(Whittaker and Watson)の通称で親しまれる解析学の有名な教科書となった。その人気ぶりは一時期数学における必読書となり解析学の教科書の方向性を位置付けるほどであった。このことは1世紀にも渡って絶版にならずに増刷し続けられたことからもわかるだろう。
余談だが、日本では高木貞治の解析概論などが似たような位置付けだろう。数学者がこのような解析学の専門書を「解析教程」として執筆することは珍しくなく、古くはオイラーやコーシーのものなどが有名であり、イギリスではG･H･ハーディの「A Course of Pure Mathematics」（2013年現在、邦訳は存在しない）なども有名である。日本ではこの本は「モダンアナリシス」というタイトルで邦訳もあるが2013年現在、絶版である。

## 特殊函数
ホイッテーカーは合流型超幾何函数におけるホイッテーカー函数やホイッテーカー積分に名を残している。また、保型表現の局所理論におけるホイッテーカーモデルにも名を残す。更に、代数函数論および保型函数においても業績がある。彼はまたベッセル関数をルジャンドル関数の積分を使った数式で与えた。

## 偏微分方程式
ホイッテーカーは偏微分方程式論において3次元のラプラス方程式の一般解を与え、波動方程式を解いた。さらにエネルギーが双方向の電気ポテンシャル場の理論を進展させた。ホイッテーカーの1903年と1904年の2枚の論文は、任意のポテンシャルは波のフーリエ級数に似た概念により地電流や惑星の重力場のようなものが解析的に示せることを示した。内部の重ね合わせと外部の波の対は静的な場(またはスカラーポテンシャル)を作り出すのである。ここで調和的な関係が生じる。この概念によって、電位は2極の対立から生じるものであって、しかもバランスがとれ対をなすことが示される。ホイッテーカーは既に重力が波のようにうねりをもった性質を持っていることを暗喩していたといえる。

## 科学史上の業績
1910年、ホイッテーカーは「A History of the Theories of Aether and Electricity」（エーテルと電気の歴史）を執筆した。この本ではエーテルがルネ・デカルトに提唱されてからヘンドリック・ローレンツとアルベルト・アインシュタインらの特殊相対論によって葬り去られるまでの歴史を詳述しており、ヘルマン・ミンコフスキーの知られざる業績をも記述しているため、ホイッテーカーは評判の高い科学史家となった。
1951年には上下2分冊にされ、増補改訂版が出版された。特に下巻は大幅に書き改められ、これまでほとんど知られていなかった歴史が詳述されている。例えば、「ポアンカレとローレンツの相対論」という章では、ホイッテーカーはポアンカレとローレンツが特殊相対論の基礎をかなりのレベルまで研究していたことを示し、アインシュタイン本人の特殊相対論の論文自体の新発見はあまり多くはないことを示した。ホイッテーカーはまた、有名な特殊相対論の{\displaystyle E=mc^{2}}という公式はポアンカレが既に導出していたことを示した。クリフォード・トルスデルは、ホイッテーカーは「回想や伝承やよくできたプロパガンダよりも、著作や記録といった一次資料から直接歴史を再構成しようとし、凄まじい対立を引き起こした・・・。 」と述べている。
一方、アブラハム・パイスは「ホイッテーカーの特殊相対論の扱いは、著者の文献への不案内と同様に彼の物理学における洞察力の欠如をいかにもよく示している」と述べている。
さらにトレッティは「ホイッテーカーの相対論の起源に関する史観は多くの学者たちに拒絶された」と述べ、マックス・ボルン(1956)、Houlton (1960,1964)、Schribner (1964)、Goldberg (1967)、Zahar (1973)、 広重徹(1976)、Schaffner (1976)、そしてミルナー(1981)らを引用した。

## 応用数学と数理物理学
ホイッテーカーのこの分野の主な業績は二つの論文、The Calculus of Observations: a treatise on numerical mathematics (1924)（観測の計算:数値解論）及びTreatise on the Analytical Dynamics of Particles and Rigid Bodies: With an Introduction to the Problem of Three Bodies (1937)（質点と剛体の解析力学:三体問題への序論とともに）があげられる。
さらにホイッテーカーはアーサー・エディントンのFundamental Theory (1946)の編者であり、また研究者になったばかりのころの研究を含む20世紀最初の四半世紀における彼の業績をまとめたFrom Euclid to Eddington, A Study of Conceptions of the External World (1949)（ユークリッドからエディントンまで、外部世界の概念の研究）も著した。

## 著書・推薦図書
ホイッテーカー本人の著作で日本語訳のあるもの
- 霜田光一・近藤都登訳、「エーテルと電気の歴史 上」、講談社、1976年。
- 霜田光一・近藤都登 訳、「エーテルと電気の歴史 下」、講談社、1976年。
- 多田政忠・藪下信 訳、「解析力学 上」、講談社、1977年。
- 多田政忠・藪下信 訳、「解析力学 上」、講談社、1979年。
- ワトソンと共著、佐藤常三・洲之内治男 訳、「モダンアナリシス 解析学の方法 第1冊」、宇野書店、1967年。
  - ワトソンと共著、佐藤常三・洲之内治男 訳、「モダンアナリシス 解析学の方法」、新科学出版社、2001年。
    - ワトソンと共著、正野重方 訳、「解析学」、文政社、1943年。

欧文の著作・参考文献。電子版を無料公開しているものも多い。
{{:en:Wikisourceauthor|Edmund Taylor Whittaker}}
- A Course of Modern Analysis. 1902.
- "On the partial differential equations of mathematical physics". Math. Ann., Vol. 57, 1903, p. 333–355.
- "On an expression of the electromagnetic field due to electrons by means of two scalar potential functions". Proc. Lond. Math. Soc. Series 2, Vol. 1, 1904, pp. 367–372.
- A Treatise on the Analytical Dynamics of Particles and Rigid Bodies. First Edition, Cambridge 1904.
- The Theory of Optical Instruments (Cambridge Tracts in Mathematics and Mathematical Physics No. 7), Cambridge 1907.
- Recent Researches on Space, Time, and Force, MNRAS, Vol. 70, pp. 363–366.
- A History of the theories of aether and electricity (1. edition), Dublin: Longman, Green and Co.
- "On the functions which are represented by the expansions of the interpolation theory," Proc. Royal Soc. Edinburgh, Sec. A, vol.35, pp. 181–194, 1915.
- A Treatise on the Analytical Dynamics of Particles and Rigid Bodies. Second Edition, Cambridge 1917.
- "On the quantum mechanism in the atom". Proc. R. Soc. Edinb., Vol. 42, 1922, pp. 129–146
- A Short Course in Interpolation. London 1923.
- The Calculus of Observations: A treatise on numerical mathematics. 1924.
- Space and Spirit: Theories of the Universe and the Arguments for the Existence of God. 1946.
- The Beginning and End of the World. Riddell Memorial Lectures, Fourteenth Series. Oxford 1942.
- Eddington’s Principle in the Philosophy of Science. Cambridge 1951.
- A History of the Theories of Aether and Electricity (2nd edition), vol. 1: The Classical Theories / vol. 2: The Modern Theories 1900–1926, London: Nelson, ISBN 0-486-26126-3
- From Euclid to Eddington: A Study of Conceptions of the External World. Dover 1958.
- "Whittaker Memorial Volume". Proceedings of the Edinburgh Mathematical Society, 1958.
- Bearden, T. E., "Gravitobiology : Conception of Edmund Whittaker (papers of 1903-1904)". Tesla Book Co., Chula Vista, CA, USA.